# Legoland Florida
Legoland Florida es un parque temático Legoland, situado en Winter Haven, Florida, Estados Unidos inaugurado a finales del 2011.
Se localiza en un antiguo parque temático Cypress Gardens, que en febrero de 2009 fue adquirido por Merlin Entertainments (principal dueño de Legoland).
El gobernador de Florida en rueda de prensa Charlie Cris afirmó que el parque creará 1000 puestos de trabajo.

## Descripción
El parque tiene entre 40 y 50 atracciones, entre ellas, la montaña rusa The jungle coaster, que será trasladada desde Legoland Windsor.

También se mantendrán atracciones del Cypress Gardens, gardens Cypress Gardens y splash Island Waterpar, a la que podrá accederse con una entrada separada.

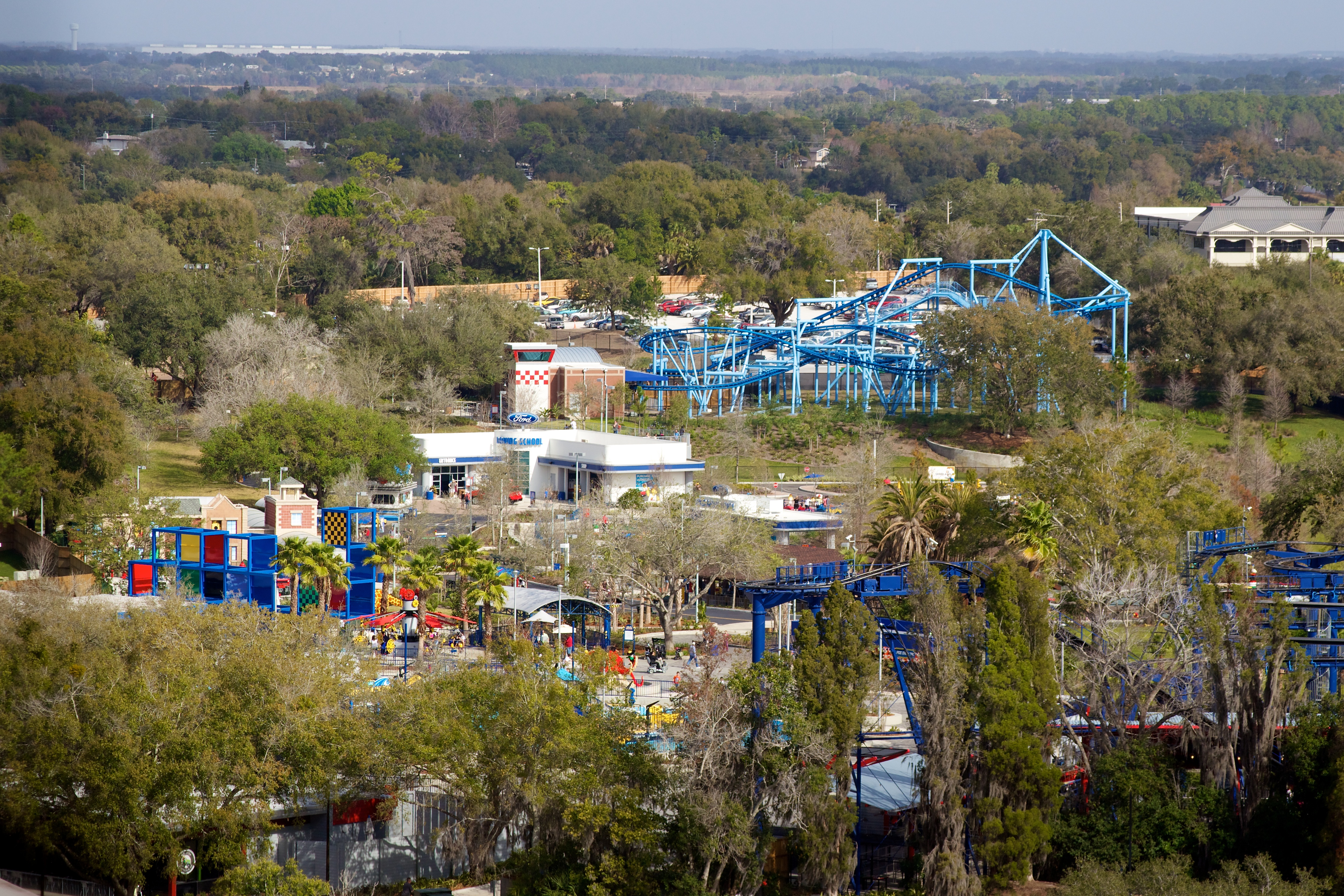
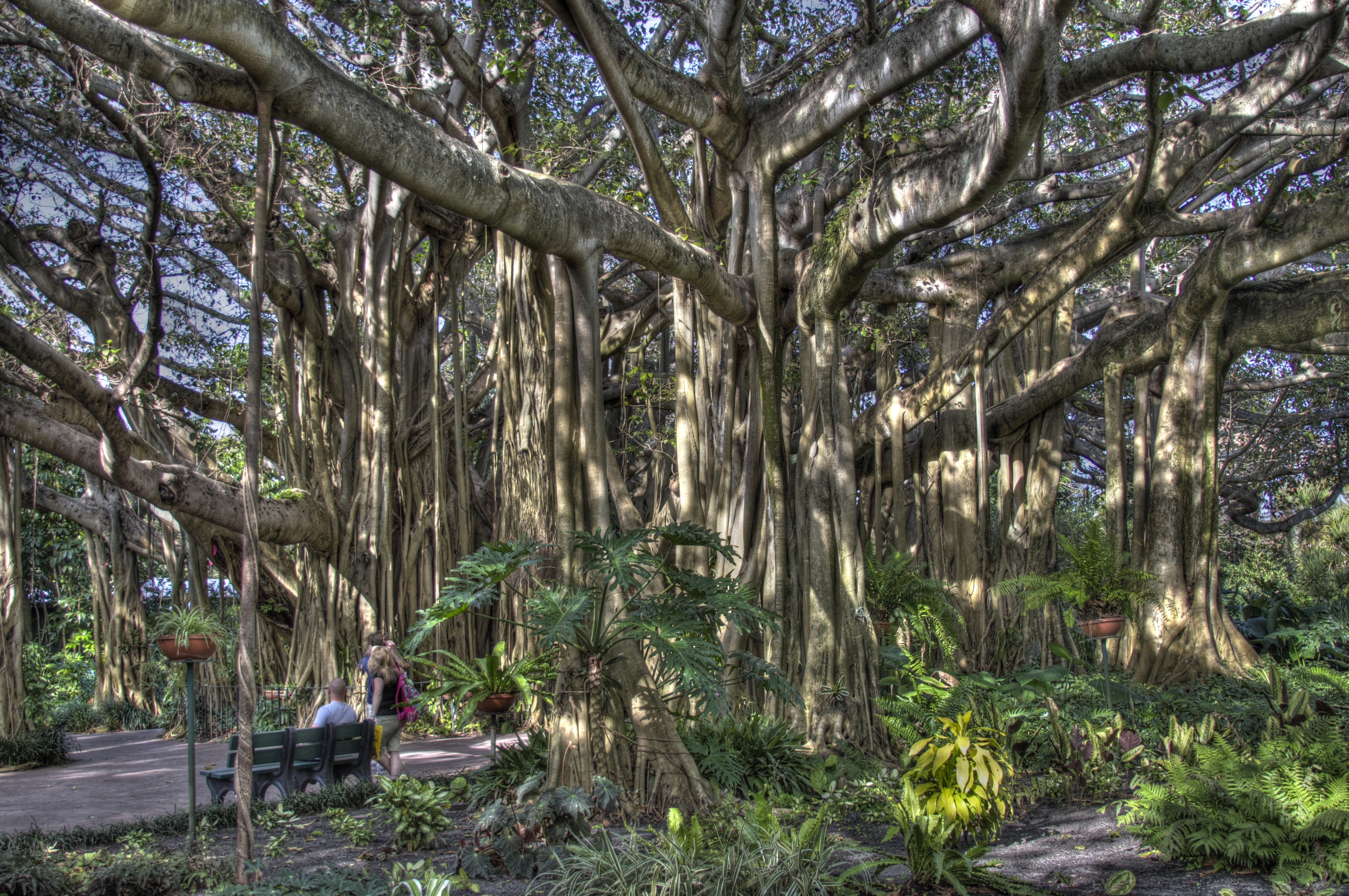
Cypress Gardens
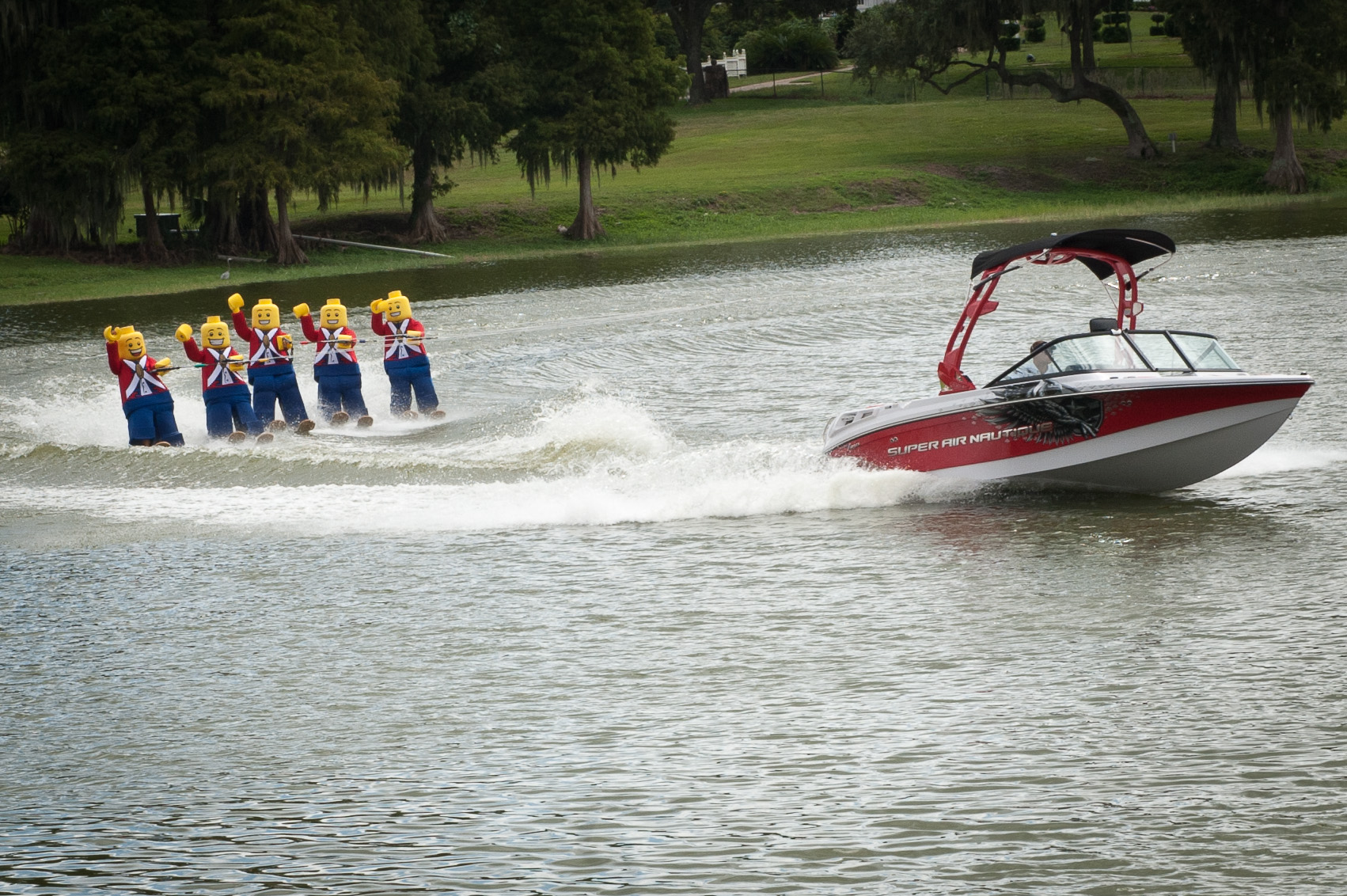
Lake Eloise
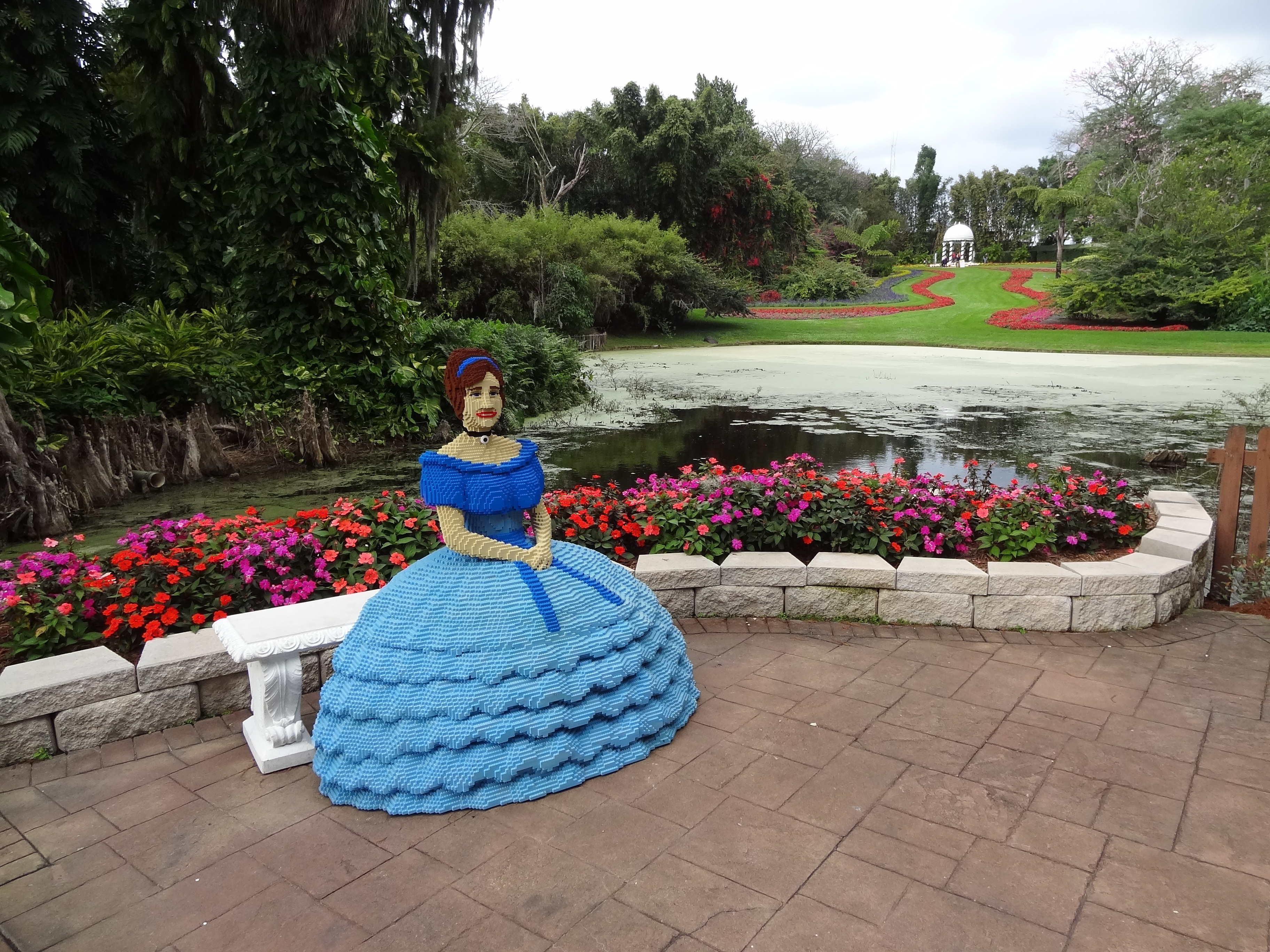
Cypress Gardens
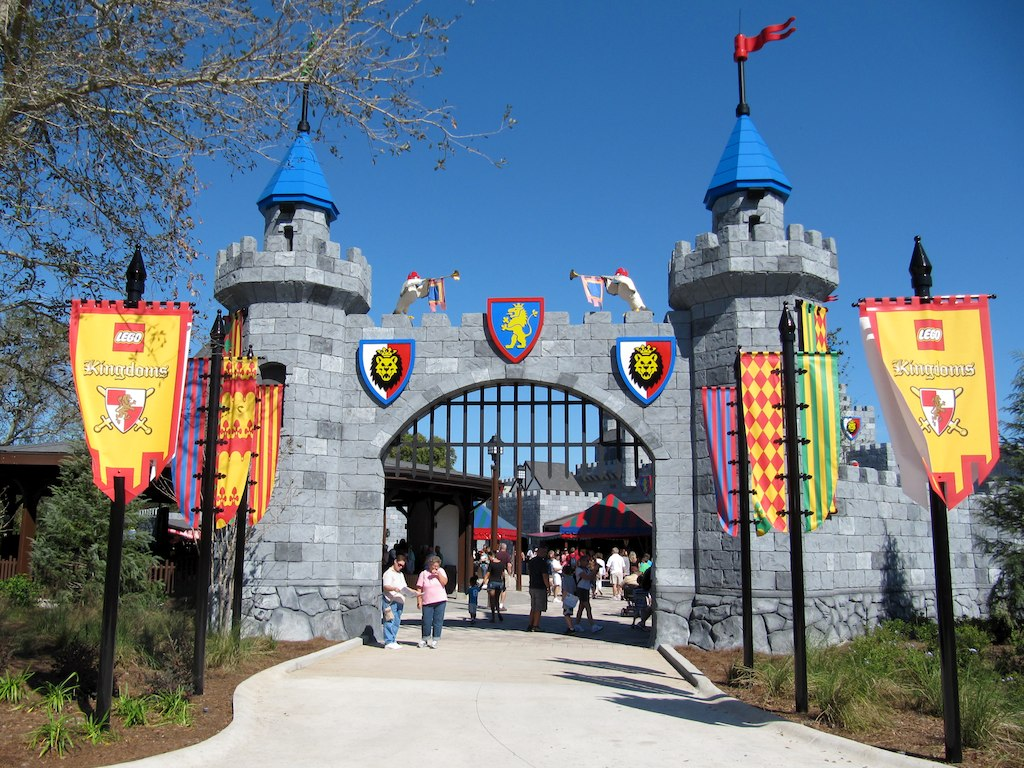
Lego Kingdoms
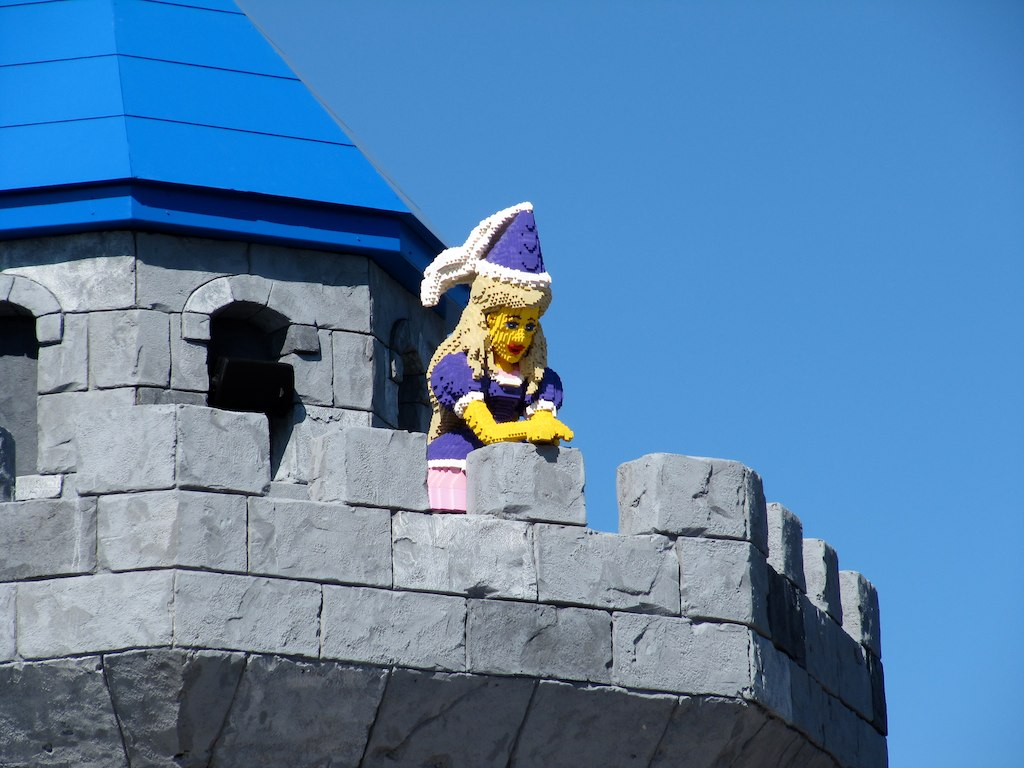
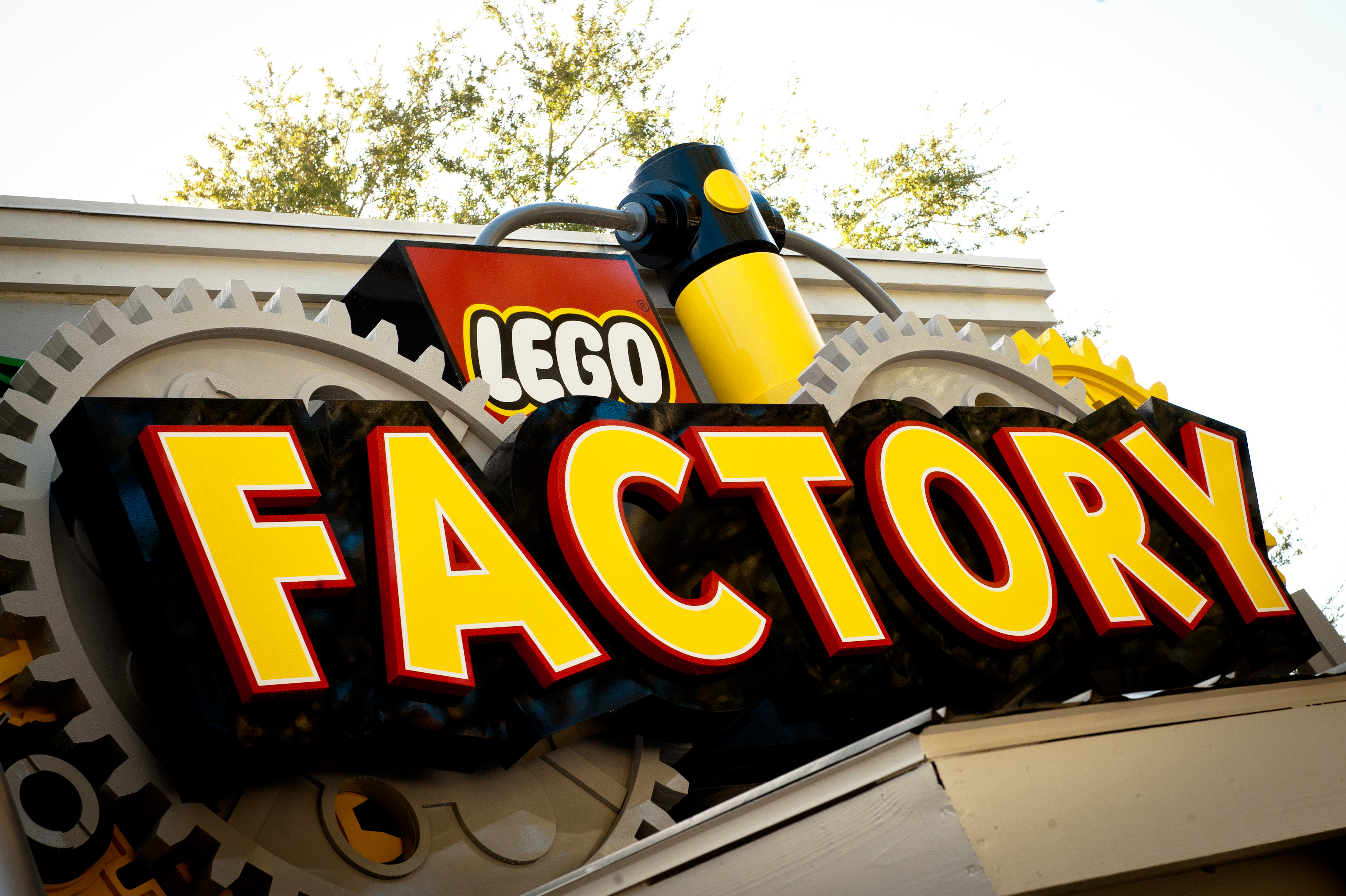
Lego Factory
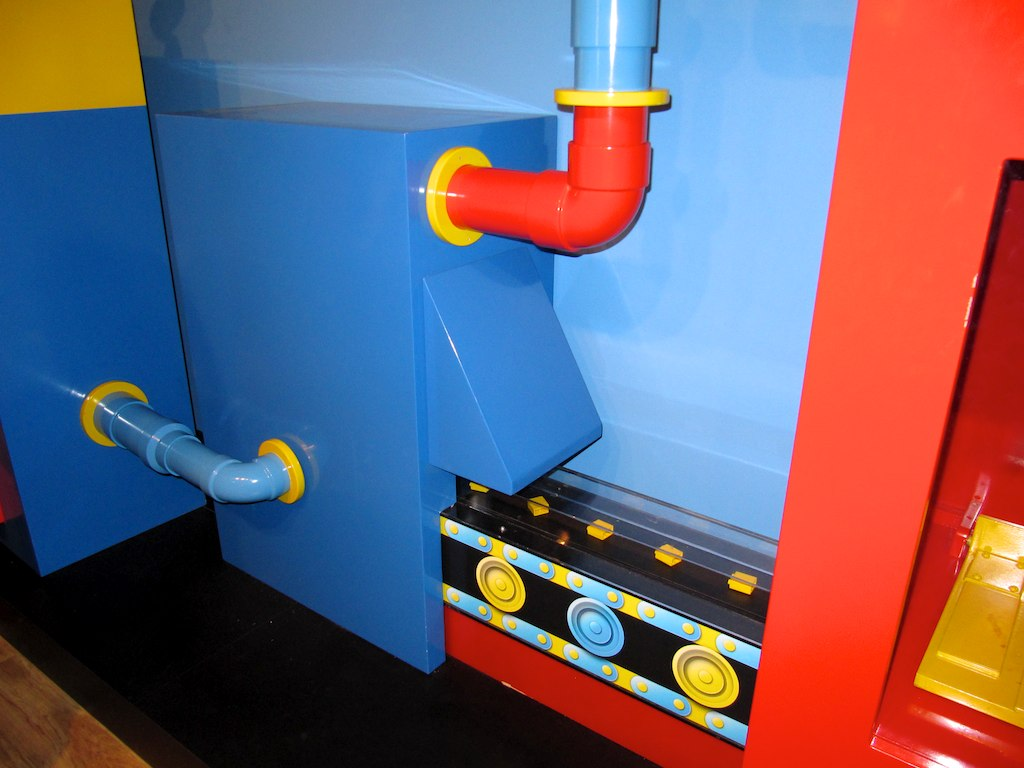
Lego Factory.
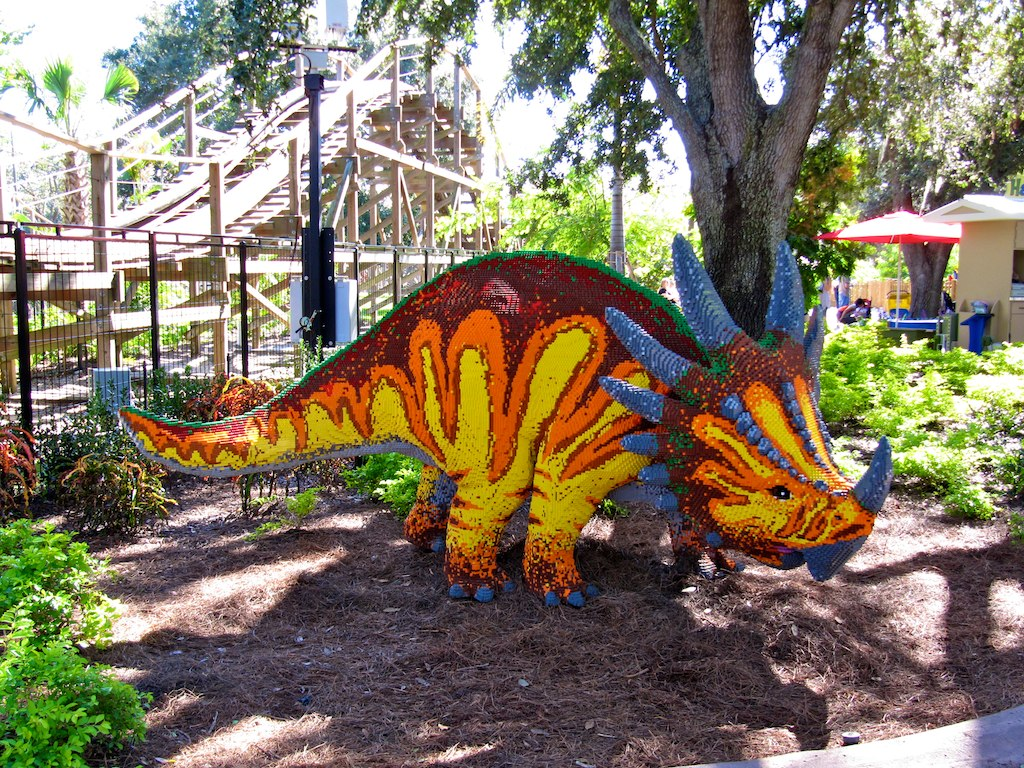
Coastersaurus.
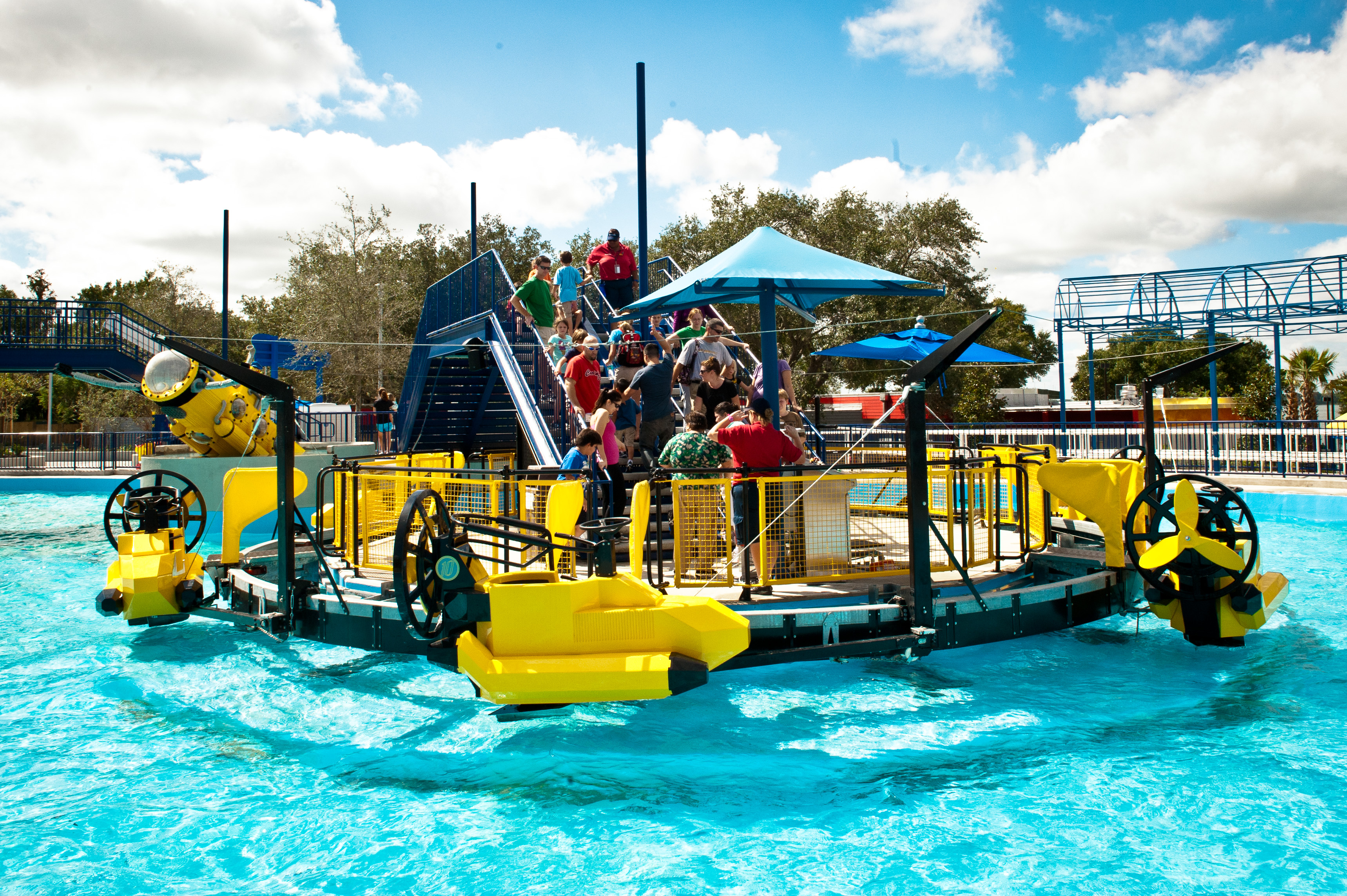
Aquazone Wave Racers.
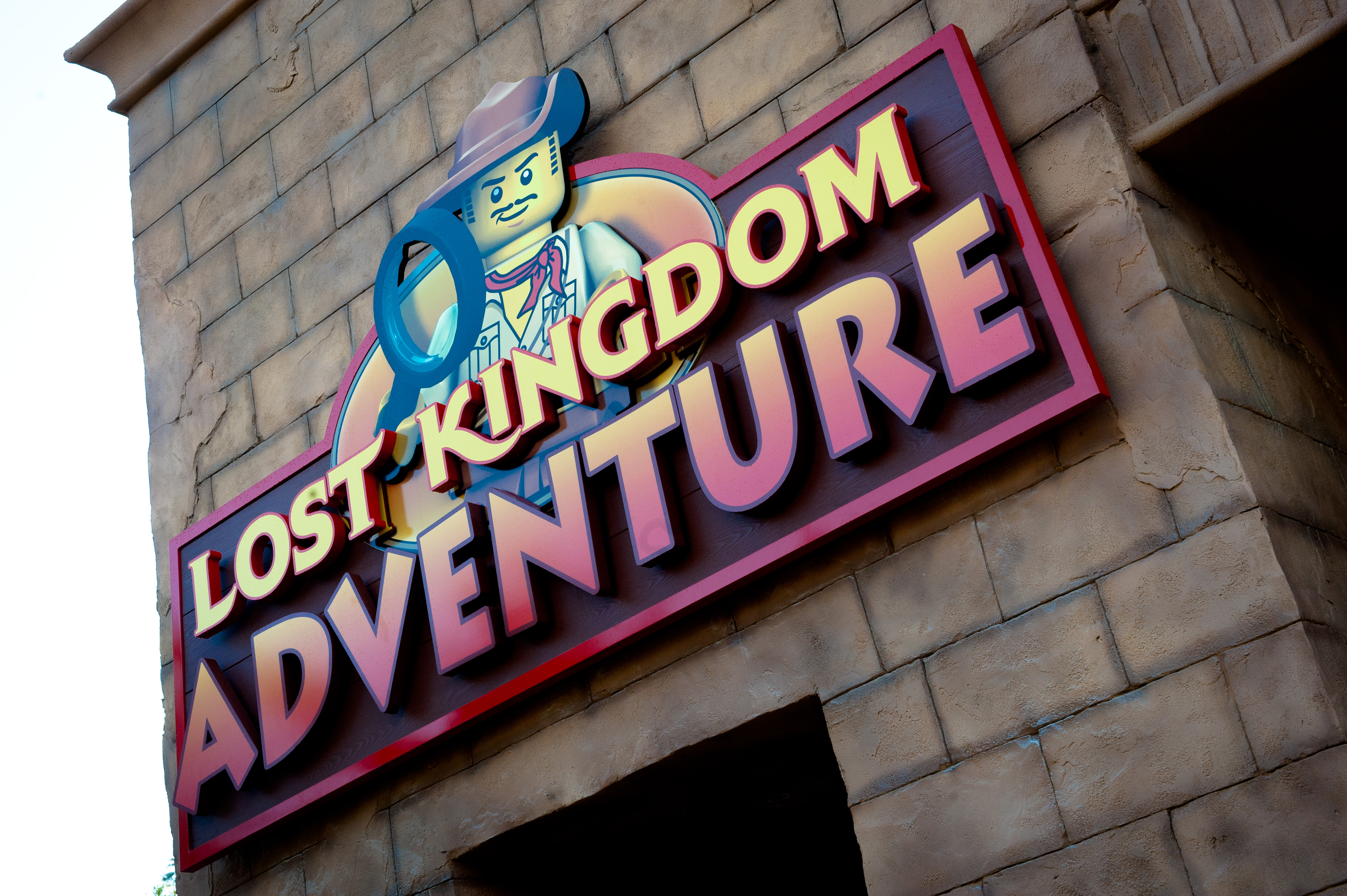
Lost Kingdom Adventure.
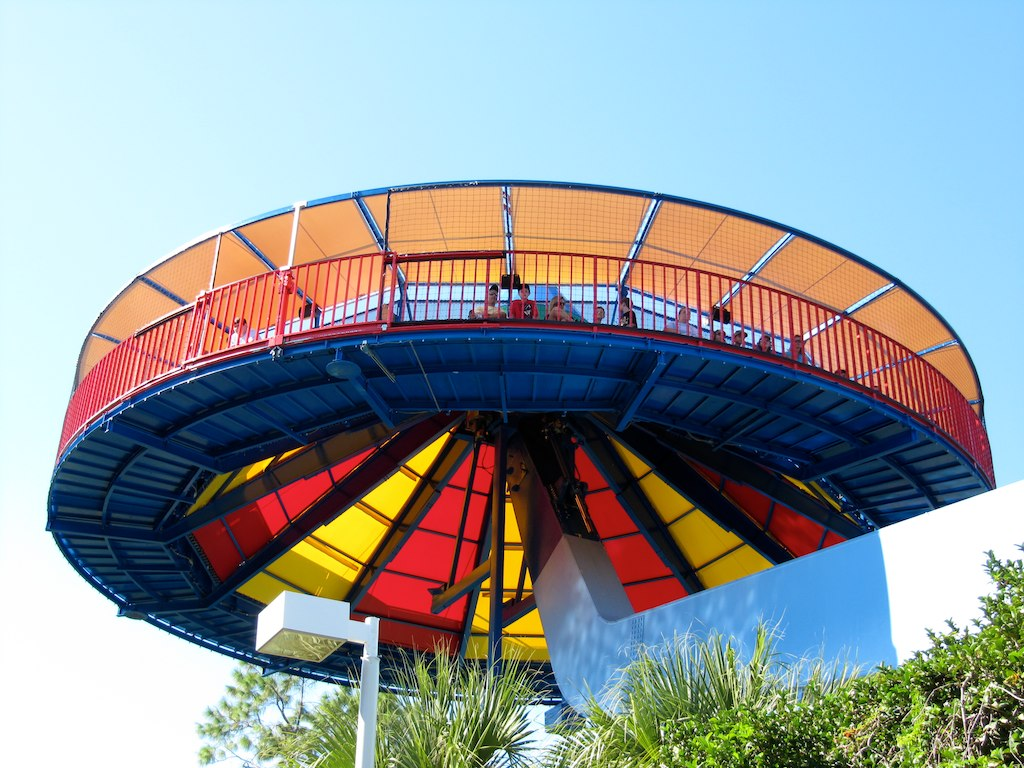
Island in the Sky.
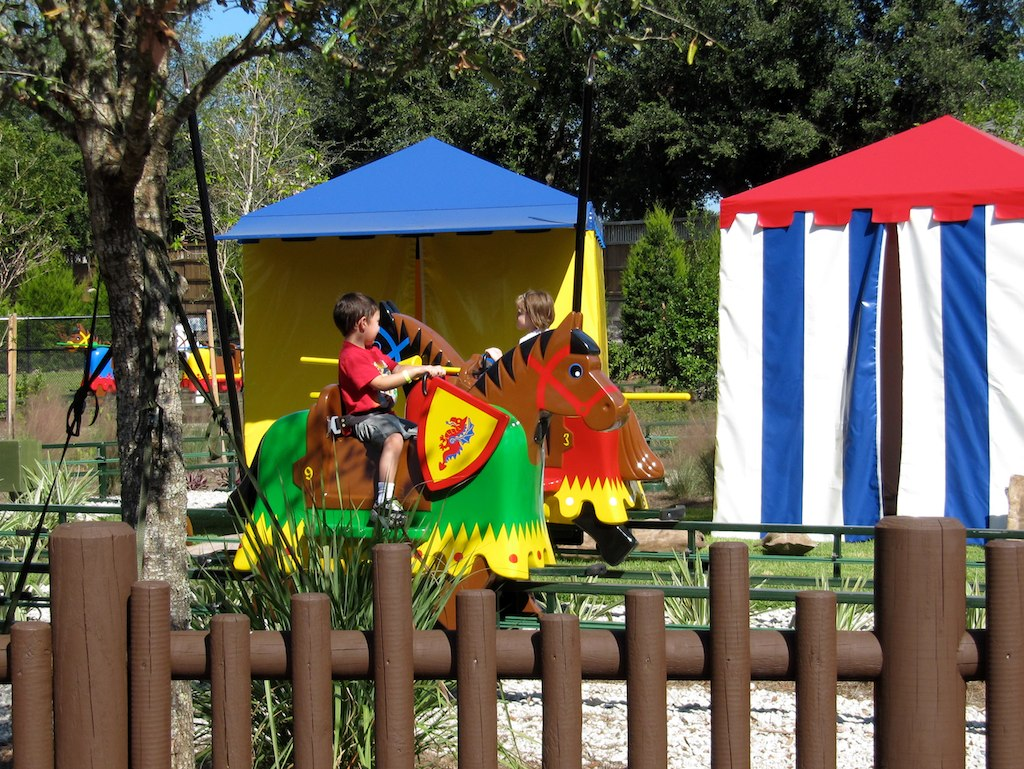
The Royal Joust
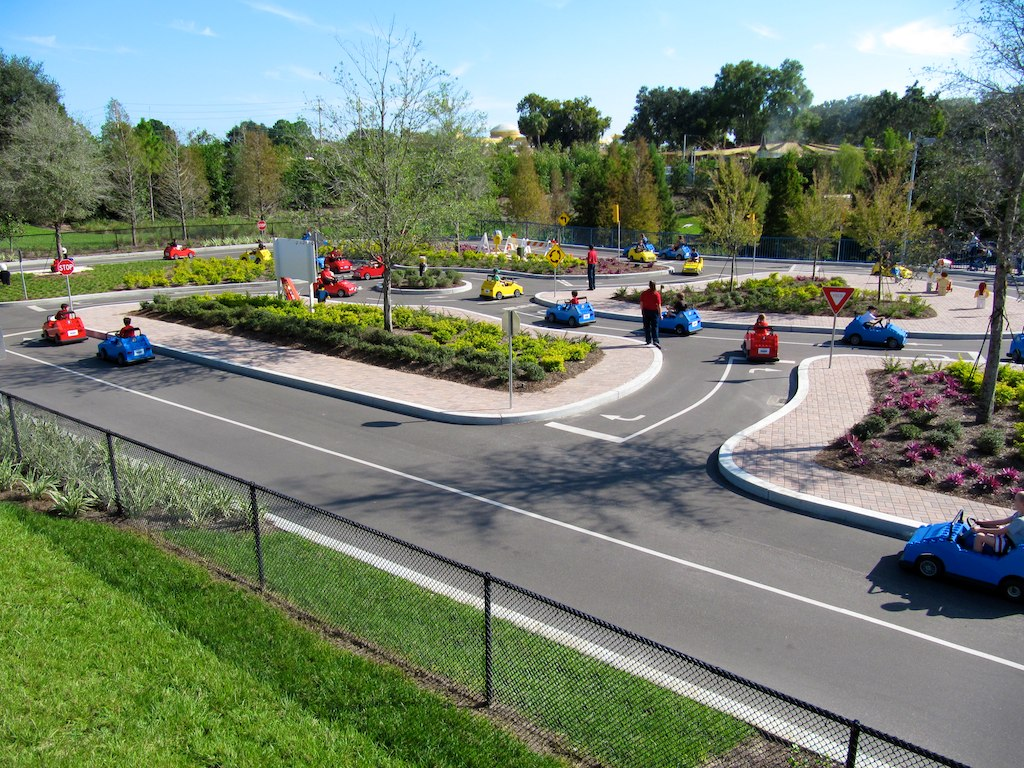
Driving School